# Pyrrosia laevis
Pyrrosia laevis är en stensöteväxtart som först beskrevs av John Smith, och fick sitt nu gällande namn av Ren-Chang Ching. Pyrrosia laevis ingår i släktet Pyrrosia och familjen Polypodiaceae. Inga underarter finns listade.